# Busanhänger

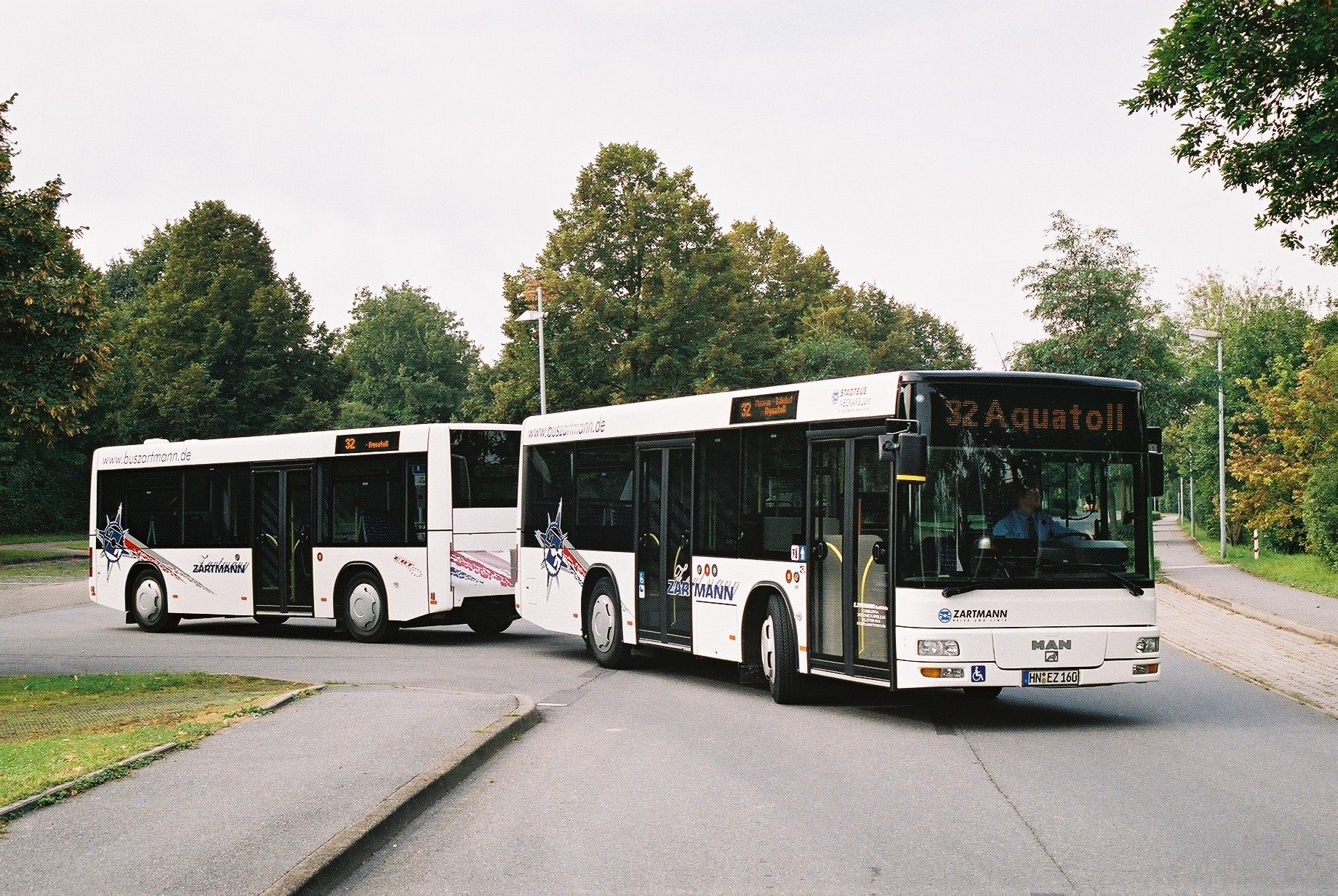
Ein Buszug im Einsatz

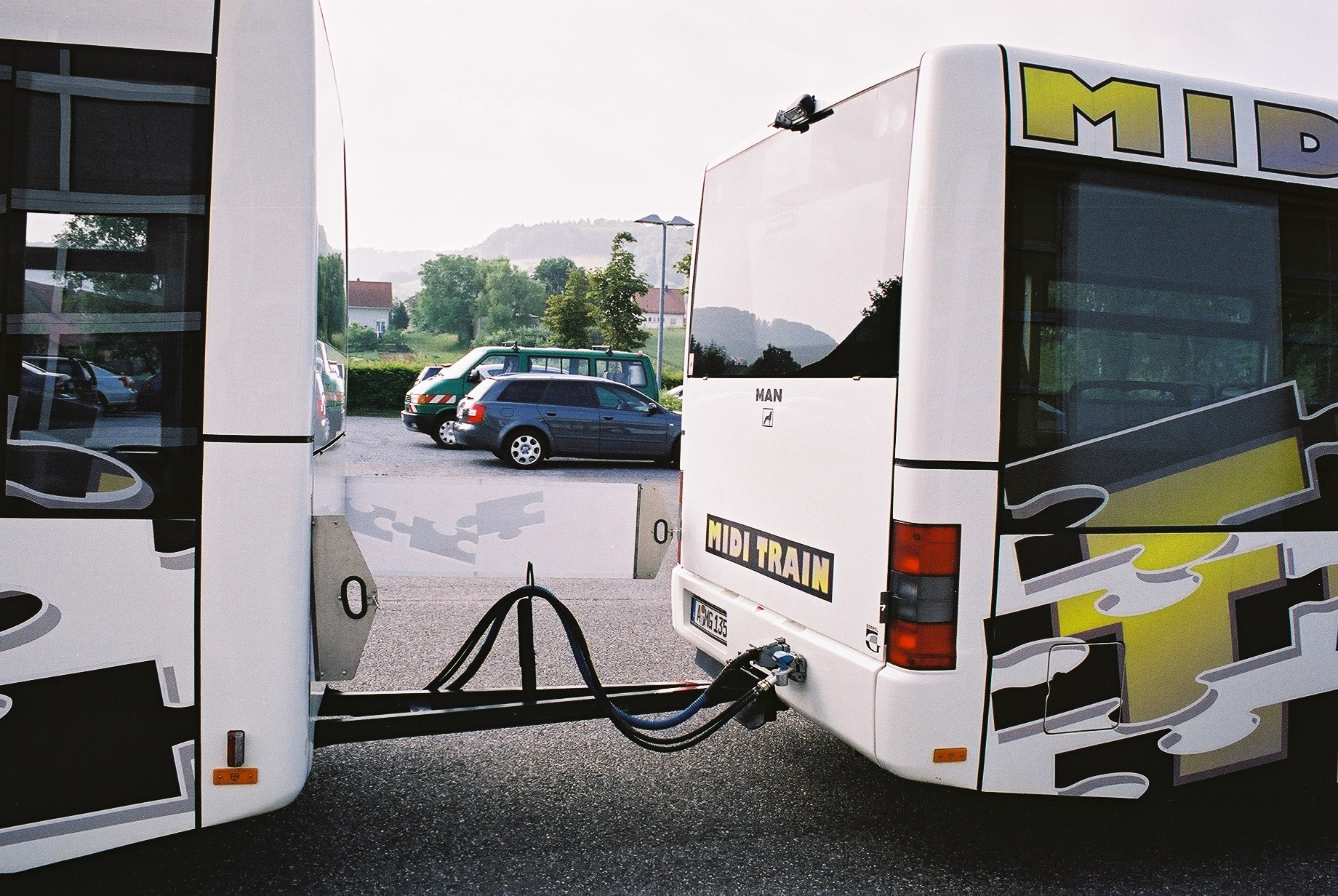
Detailansicht der Anhängerkupplung und Deichsel, Zugfahrzeug rechts

Busanhänger, Omnibusanhänger oder Autobusanhänger sind Anhänger, die hinter Omnibussen oder Oberleitungsbussen eingesetzt werden. Bei Reisebussen sind dies häufig Gepäckanhänger, wozu auch Anhänger für Fahrräder oder Wintersportausrüstung gehören. In früheren Zeiten waren erste elektrisch angetriebene Busse mit einem Anhänger ausgerüstet, der der Aufnahme der Batterien diente. Die meisten von ihnen lassen sich auch an Lastkraftwagen oder Personenkraftwagen anhängen, je nach verwendeter Anhängerkupplung und zugelassener Anhängemasse des Zugfahrzeugs.
Anhänger, die ausschließlich der Personenbeförderung dienen, werden Personenanhänger (PA) oder Beiwagen genannt. Alternative Bezeichnungen für Gespanne aus Solobus und Personenanhänger sind Omnibuszug, Buszug oder in jüngerer Zeit auch Maxitrain bzw. – bei der Verwendung mit Midibussen – Miditrain oder Midibuszug. In der Schweiz nennen sie sich Anhängerkomposition. Beleuchtung, Türsteuerung und Heizung des Anhängers werden vom Zugfahrzeug aus versorgt. Einige Anhänger sind jedoch auch mit autonom arbeitenden Klimaanlagen und Standheizungen ausgerüstet. Moderne Buszüge bieten Platz für bis zu 200 Fahrgäste, beim Einsatz im nichtöffentlichen Verkehr wie auf Flughäfen oder Werksgeländen können bis zu 250 Personen befördert werden.
Eine Sonderform ist der Sattelzugomnibus, bei diesem ist der Anhänger als Auflieger konstruiert. Personenanhänger wurden seit den 1950er Jahren selten eingesetzt, die meisten Gespanne wurden durch jüngere Entwicklungen wie den Gelenkbus ersetzt.
Seit Beginn des 21. Jahrhunderts werden Personenanhänger wieder häufiger verwendet.

## Vor- und Nachteile

### Wirtschaftlichkeit
Verkehrsunternehmen können einen wirtschaftlichen Vorteil durch Buskonzepte erlangen, die flexibel auf stark schwankende Passagieraufkommen reagieren können, wobei statt zwei Bussen mit zwei Fahrern nur noch ein Buszug mit einem Fahrer eingesetzt werden kann. Der Vorteil des Personenanhängers besteht also darin, dass eine große Anzahl von Passagieren mit nur einem Fahrer befördert werden kann, außerhalb der Hauptverkehrszeiten der Anhänger aber abgehängt wird und das Zugfahrzeug bei geringerem Kraftstoffverbrauch solo fährt. Ferner ist die Gesamtkapazität eines solchen Gespanns höher als bei einem Gelenkbus und reicht annähernd an einen Doppelgelenkbus heran. Das Zugfahrzeug muss allerdings der Aufgabe entsprechend genug Leistung aufweisen, und auf starken Steigungen/Gefällstrecken waren Anhänger lange nur beschränkt einsetzbar – moderne, stärkere Motorisierungen haben hier die Ausgangslage inzwischen geändert.
Zeitweise war in Anhängern das Rauchen noch erlaubt, während es im Zugfahrzeug bereits verboten war. In Solingen wurden die rundlichen Anhänger daher Raucherkugel genannt.

### Personalbelastung
Im Vergleich mit dem Einzelfahrzeug hat der Fahrer eines Buszuges diese zusätzlichen Aufgaben:
- An- und Abkuppeln des Anhängers einschließlich pneumatischer, elektrischer und heiztechnischer Verbindungen
- Monitorüberwachung der Anhängertüren an Haltestellen
- Monitorüberwachung des Zwischenraums zwischen den Fahrzeugen bei jedem Anfahren, um ein Mitschleifen von unvorsichtigen Fußgängern zu vermeiden
- Monitorüberwachung des Anhänger-Fahrgastraums während der Fahrt (Vandalismus, Belästigungen etc.)

Früher wurden Omnibuszüge oft im Dreimannbetrieb bedient: Außer dem Fahrer war je ein Schaffner für Zugfahrzeug und Anhänger erforderlich. Im Gegensatz dazu konnten Gelenkwagen unter Zuhilfenahme des Fahrgastflussprinzips auch mit zwei Angestellten betrieben werden, was wesentlich zur Abschaffung vieler Anhänger führte. Einige Verkehrsunternehmen erlaubten hingegen nur Zeitkarten-Inhabern die Benutzung des Beiwagens.

### Fahrgastkomfort
Großer Nachteil älterer Busanhänger war das Fehlen einer Heizung, weswegen die Plätze in den Anhängern im Winter von den Fahrgästen gemieden wurden. Da beim klassischen Busanhänger kein Übergang zwischen Zugfahrzeug und Anhänger besteht, können die Fahrgäste während der Fahrt nicht einfach zwischen beiden Fahrzeugen wechseln, etwa um freigewordene Sitzplätze zu nutzen. Auch der nicht ohne weiteres mögliche Kontakt zum Fahrer bzw. Schaffner im Zugfahrzeug wurde von Fahrgästen im Anhänger als Nachteil gesehen.

## Busanhänger in verschiedenen Ländern

1910: ein früher Buszug mit Daimler-Zugwagen

Abgestellter Beiwagen (LOWA W700) am Berliner Ostbahnhof, 1970

### Deutschland

#### Geschichte
Die Bayerische Post setzte 1905 auf ihren Kraftpost-Linien sogenannte Hängewagen ein.
Seit dem 1. Juli 1960 ist gemäß StVZO in der Bundesrepublik Deutschland die Beförderung von Personen im Anhänger prinzipiell untersagt, das entsprechende Gesetz wurde 1956 verabschiedet. Seit diesem Zeitpunkt werden Anhänger zur Personenbeförderung nicht mehr zugelassen. Mit Ausnahmegenehmigung konnten Personenanhänger noch bis 1962 eingesetzt werden.
Bereits am 21. Juli 1955 wurde in der 32. Sitzung im Kabinettsausschuss für Wirtschaft formuliert:
„Kraftomnibusse mit Anhängern für Personenbeförderung verursachen durch ihre Länge immer wieder Störungen des Verkehrsflusses. Bei einer weiteren Zunahme des Verkehrs könnten sie in den Städten nicht mehr zugelassen werden.“ (Kabinettsausschuß für Wirtschaft, 32. Sitzung am 21. Juli 1955)
Ermöglicht wurde der Einsatz von Busanhängern aber trotzdem, man benötigte aber eine Ausnahmegenehmigung, wie in  Neuzeitliche Einsätze genauer erklärt. Von diesem Instrument wird in zahlreichen deutschen Verkehrsbetrieben regelmäßig Gebrauch gemacht.
Zudem dürfen Züge mit Omnibusanhängern gemäß § 18 Absatz 5 StVO nicht schneller als 60 km/h fahren, so dass durch die langsame Fahrt weitere Verkehrsbehinderungen, insbesondere auf Stadtautobahnen und Schnellwegen, zu erwarten wären. Auch Anhängerzüge mussten in Deutschland mit dem sogenannten Anhängerdreieck gekennzeichnet werden. In Deutschland beträgt die zulässige Gesamtlänge eines Omnibusses heute regulär 18,75 Meter. Die Buszüge werden hingegen mit Zuglängen von 23,05 m bzw. 25,76 m (für Einsatz auf Werksgeländen) gefertigt.

#### Deutsche Demokratische Republik (DDR)

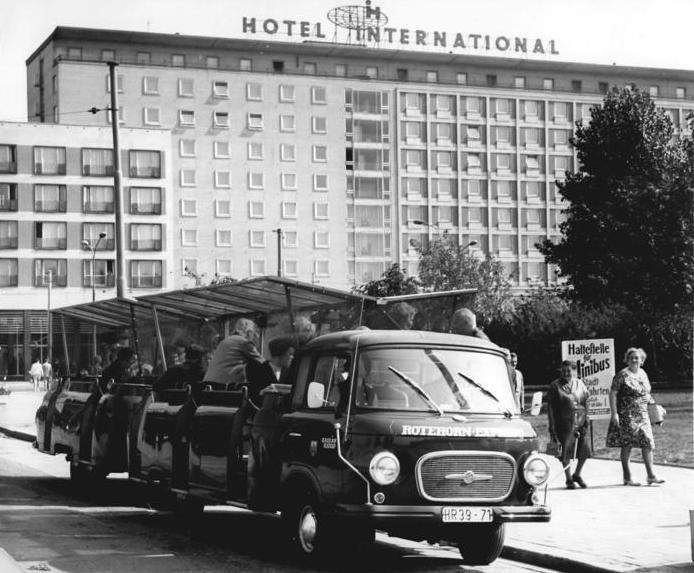
DDR: Minibus mit Anhänger für Touristen 1969 vor dem Magdeburger Hauptbahnhof

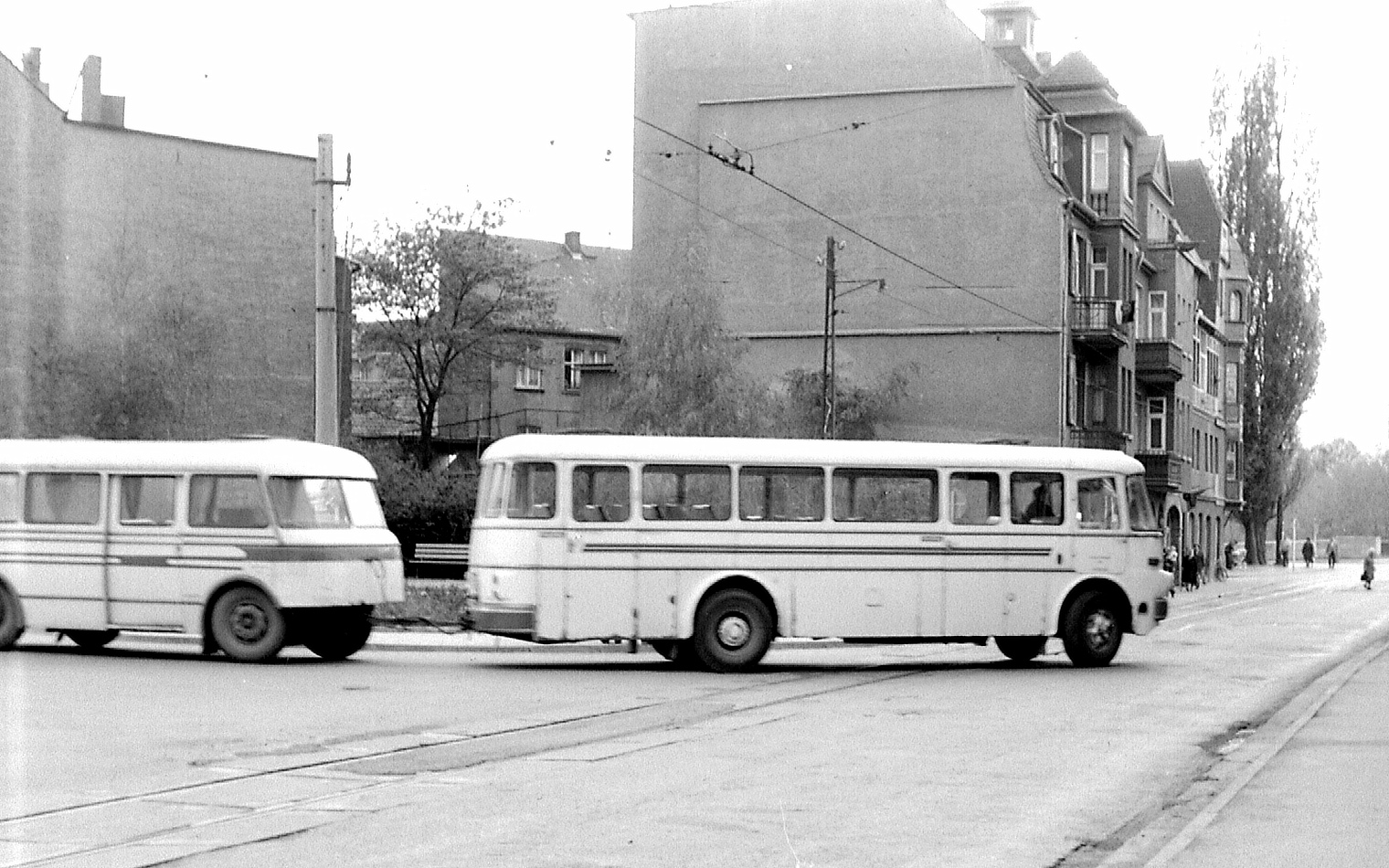
Letzter Buszug des VEB Kraftverkehr Jena im Mai 1977

In der DDR gab es gesetzliche Einschränkungen ab 1978. Bereits vorher kam das „Aus“ für die meisten Anhänger durch den fortgeschrittenen Verschleiß der als Zugfahrzeuge geeigneten Busse (Ikarus 601/602/630, IFA H6B, Jelcz 043) und O-Busse (Škoda 9Tr); entsprechende Neufahrzeuge wurden von der Industrie nicht angeboten. Der letzte Einsatz von Busanhängern im öffentlichen Personenverkehr der DDR erfolgte Anfang Juli 1985 beim O-Bus-Betrieb Eberswalde.

#### Nostalgiefahrzeuge
Einige Verkehrsunternehmen haben noch Anhängerzüge aus den 1950er und 1960er Jahren als Traditionsfahrzeuge im Bestand, die aber keine Fahrgäste mehr im Anhänger befördern dürfen.
Eine Ausnahme ist der historische Buszug der Halleschen Straßenbahnfreunde e. V. in Halle (Saale). Für deren H6B/L+W701-Gespann wurde eine Ausnahmegenehmigung zur Personenbeförderung im Anhänger erteilt.

#### Neuzeitliche Einsätze mit Ausnahmegenehmigungen

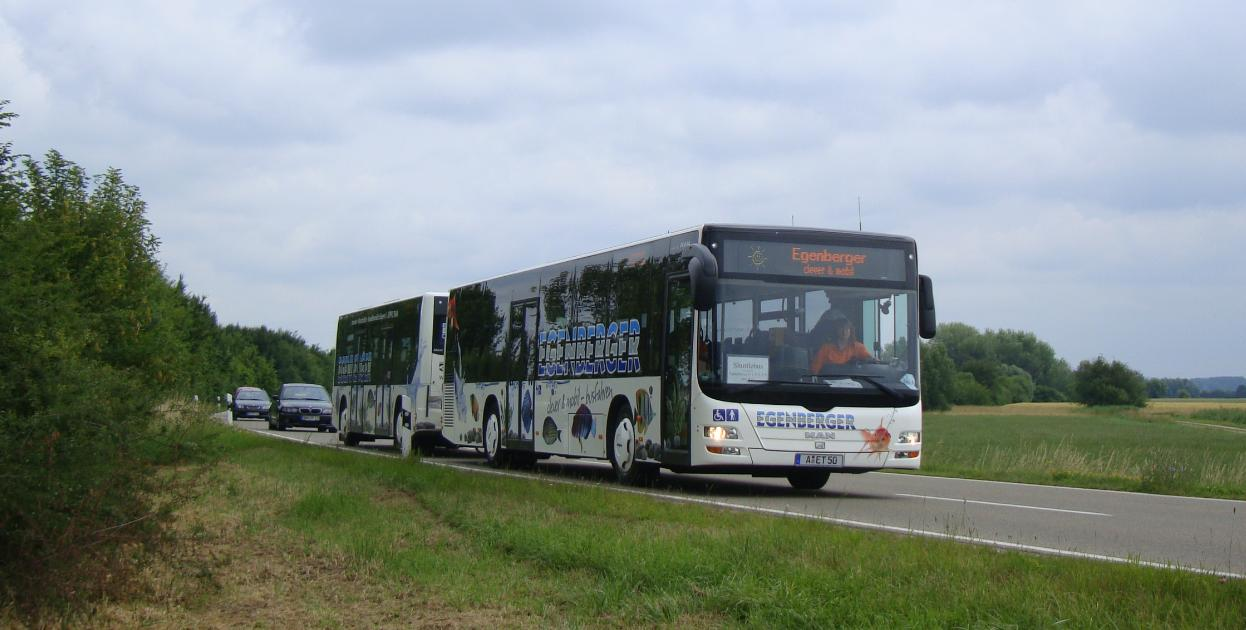
Buszug der Firma Egenberger zwischen Niederschönenfeld und Rain am Lech

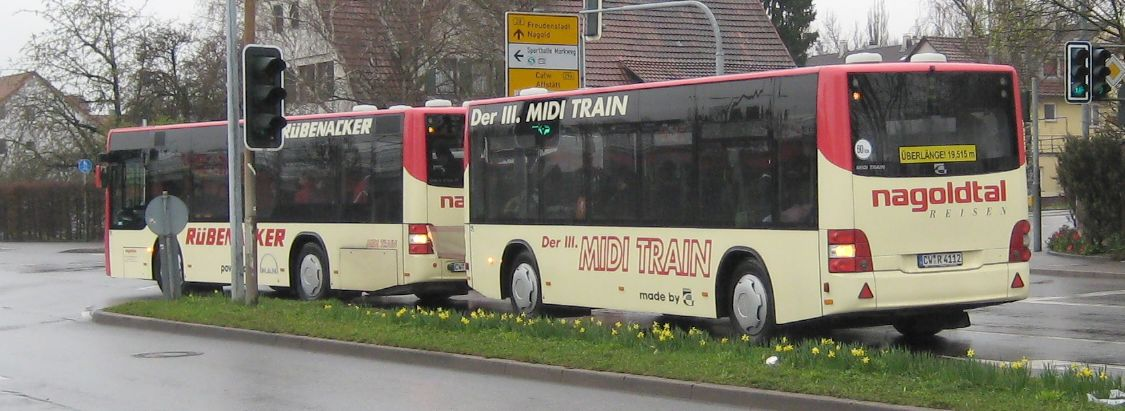
Miditrain

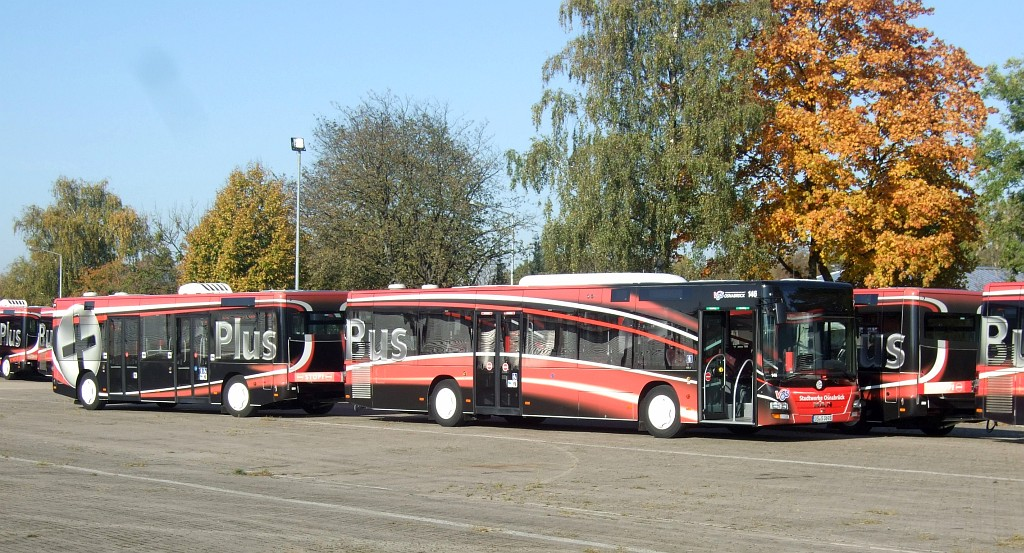
Die „Plus-Bus“-Flotte (Maxi-Trains) der Osnabrücker Stadtwerke (2011)

Eine zunehmende Zahl von Verkehrsunternehmen setzt seit der Jahrtausendwende wieder Buszüge in Deutschland ein, zunächst bevorzugt im Schülerverkehr, inzwischen aber auch immer häufiger im normalen Personenverkehr. Dies ist nur mit einer Ausnahmegenehmigung von § 32a StVZO gemäß § 70 StVZO möglich. Sie kann vom zuständigen Verkehrsministerium des jeweiligen Bundeslandes erteilt werden. Je nach Modell ist aufgrund der Gesamtlänge des Gespanns gegebenenfalls zudem eine Erlaubnis nach § 29 StVO erforderlich. Mit Stand Juni 2016 waren in Deutschland zusammen an die 100 Anhänger im Einsatz, sie verkehren unter anderem für folgende Unternehmen:
- Fritz Behrendt OHG in Kloster Lehnin, seit 2003 (inzwischen ausgesondert)
- Verkehrsbetriebe Hamburg-Holstein, ab 2003 (als PVG)
- Infra Fürth, seit 2004[10]
- Stroh Bus-Verkehrs GmbH, Altenstadt seit 2008 (vom Betriebshof Neuenhaßlau)
- RegioBus Mittelsachsen GmbH (damals RegioBus Mittweida), seit 2007
- Ludwigsburger Verkehrslinien, seit 2008
- Stadtwerke Osnabrück, seit 2009
- Mecklenburger Verkehrsbetriebe GmbH, seit 2009
- Egenberger Reisen, seit 2009
- Regionalverkehr Main-Kinzig GmbH, seit 2009
- Racktours, Erlensee, seit 2009
- Heuser Omnibusunternehmen, Langenselbold, seit 2009
- Münchner Verkehrsgesellschaft, seit 2011[11]
- Firma Grüninger in Heidenheim an der Brenz, seit 2011
- RegioBus Hannover GmbH, seit 2012
- Ein Buszug der Verkehrsbetriebe St. Gallen (VBSG) 2019 in der Kombination MAN Lion’s City A21 / HESS APM5.6-13Stadtbus Rottweil, seit 2013
- Stadtwerke Marburg, seit 2015[12]

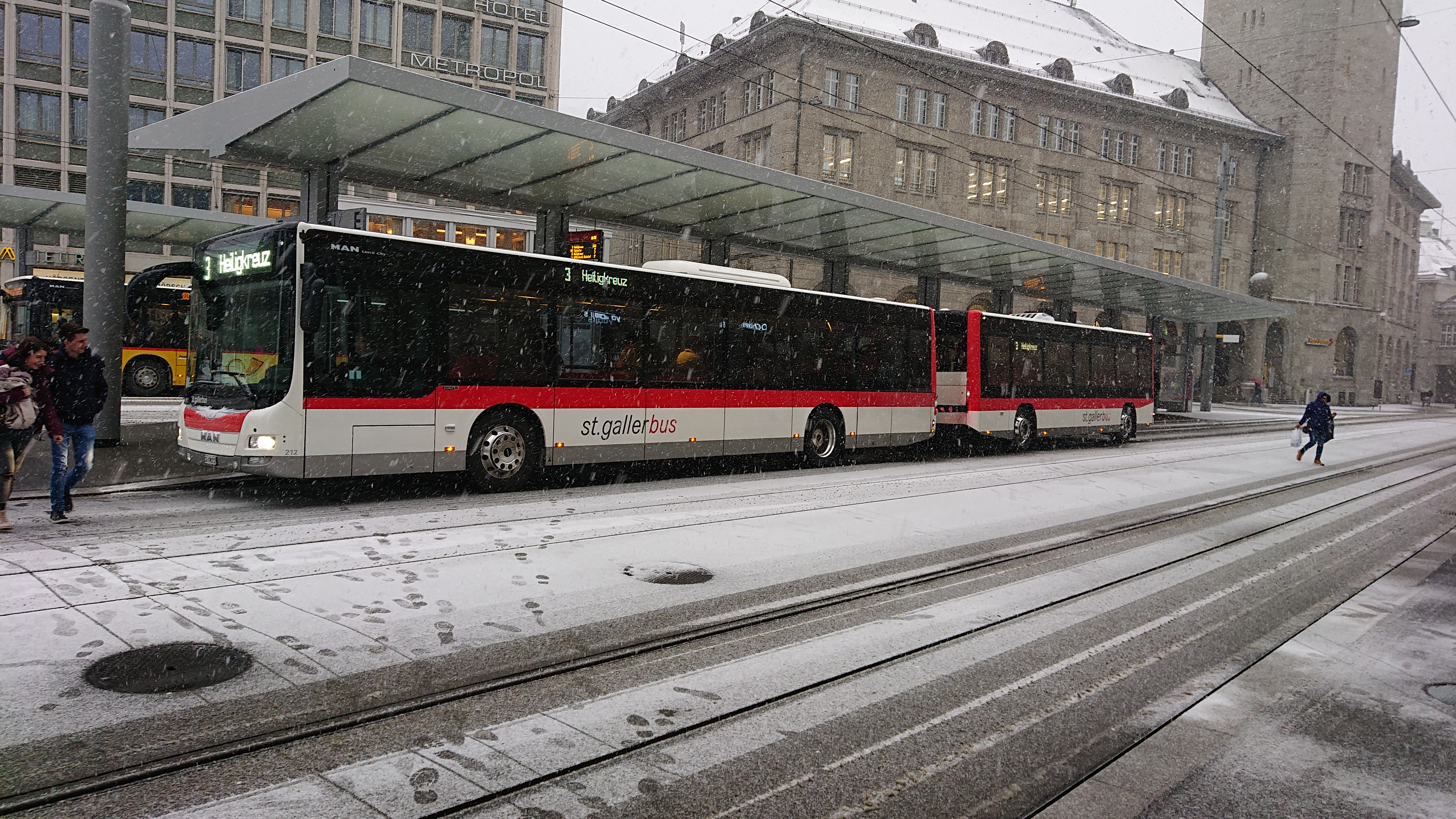
Ein Buszug der Verkehrsbetriebe St. Gallen (VBSG) 2019 in der Kombination MAN Lion’s City A21 / HESS APM5.6-13

- Wolfsburger Verkehrs GmbH (Hängerzüge mittlerweile ausgemustert – Stand 2024)
- Reutlinger Stadtverkehrsgesellschaft
- Schefenacker Reise- und Verkehrs-GmbH & Co. KG
- RVE Regionalverkehr Euregio Maas-Rhein[13]
- WestVerkehr GmbH[14]
- Verkehrsbetrieb Hüttebräucker GmbH, Leichlingen, seit 2006 zwei Maxitrains
- VWS Verkehrsbetriebe Westfalen-Süd GmbH, seit 2015 mit einem Fahrzeug, seit 2016 mit insgesamt acht Fahrzeugen. Der Fuhrpark an Anhängern im Jahr 2022 beläuft sich nun auf insgesamt 22 Exemplare.[15]
- Regionalverkehrsdienst Gründau E. Laubach e.K., seit 2016[16]
- Stadtwerke Konstanz, seit 2016[17]
- Stadtverkehr Emden GmbH, seit 2018[18]

Getestet wurde der Einsatz derartiger Buszüge über einen Monat 2014 in Kiel im Linienverkehr der KVG.
Bei der Vestischen wird der im Freizeitverkehr eingesetzte FahrradBus seit 2013 nicht mehr angeboten.

### Österreich
In Österreich waren Busanhänger bis in die 1960er Jahre üblich, wurden danach zwar nicht verboten, aber kamen aus der Mode und wurden in der Regel durch Gelenkbusse abgelöst. Seit einigen Jahren werden von einigen Verkehrsbetrieben wieder Busanhänger eingesetzt, vor allem in der Hauptverkehrszeit. Hier hat sich gezeigt, dass Busanhänger in der Anschaffung günstiger als Gelenkbusse sind.
Postbus betreibt im Jahre 2007 sechs Buszüge mit Busanhänger Carrosserie Hess in Innsbruck und zwei Busanhänger in Salzburg. Der Prüfungsbetrieb begann 2003, die Gesetze waren 2005 angepasst.
Die Graz Linien testeten bis 19. Oktober 2018 einen Münchner Buszug auf mehreren Gelenkbuslinien. Eine Anschaffung erfolgte bis 2023 nicht.

### Schweiz

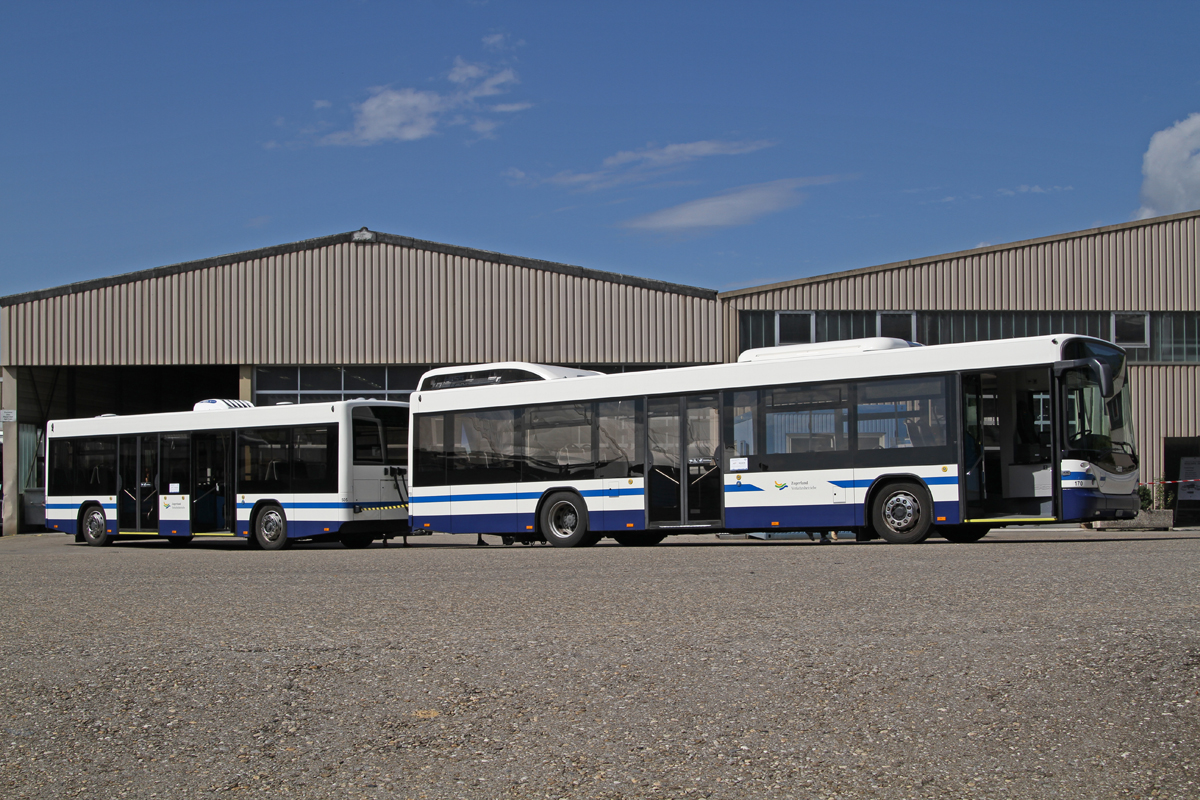
Anhängerzug der Zugerland Verkehrsbetriebe

In der Schweiz fahren Autobusse mit Personenanhänger im Kanton Zug auf den Linien 601 (Zug–Unterägeri–Oberägeri) und 602 (Zug–Menzingen). 1953 bis 1989 führten die Buszüge in Zug zum Teil noch zusätzlich einen zweiachsigen Gepäckanhänger AGP 3 mit; vorhanden waren drei Stück. In der heutigen Zeit wird teilweise ein einachsiger Fahrradanhänger an den Busanhänger gekuppelt. Die heute eingesetzten elf klimatisierten Niederfluranhänger (Hess 2010–2012) stellen die vierte Generation von Anhängern der ZVB dar, die letzten Fahrzeuge der dritten Generation (10 Stück von Lanz&Marti/Hess 1993–1996) waren bis zum 1. Mai 2012 im Einsatz. Die Anhängerzüge ersetzten ab 1953/1955 die seit 1913 nach Oberägeri und Menzingen verkehrende Schmalspurbahn. Zunächst kamen sieben Anhänger (Moser/Ramseier&Jenzer 1953–55) APE 4.80 in Betrieb, die 1974–1986 ausrangiert wurden. 1961 und 65 kamen für die Tallinien sieben weitere Anhänger dazu, die etwas modernere Aufbauten hatten; sie wurden ab 1975 hinter neu gelieferten FBW-Bussen im orangen VST-Anstrich nach Oberägeri und Menzingen eingesetzt und 1994–1997 ausrangiert. Die ersten beiden Serien wiesen noch eine Zwischenwand in der Mitte des Wagens auf, um Raucher- und Nichtraucher-Abteil zu trennen.
Seit dem 14. Januar 2013 setzt Postauto Schweiz, vorerst probehalber, erneut einen Personenanhänger ein und zwar auf der Linie 20.121 Laupen–Düdingen. Anfang 2014 wurde dieser Anhängerzug auf der Strecke Urnäsch–Schwägalp getestet, dies im Hinblick auf den anstehenden Ersatz der Doppelstockbusse.
Seit dem Fahrplanwechsel vom 9. Dezember 2018 setzen die Verkehrsbetriebe St. Gallen vorwiegend auf den Linien 3 und 4, fünf Buszüge ein. Diese bieten einen Platz für 159 Personen. Dabei befinden sich im Anhänger 28 Sitzplätze und 53 Stehplätze. Insgesamt verfügen die Verkehrsbetriebe St. Gallen nun über neun Zugfahrzeuge (MAN Lion’s City) und fünf Personentransportanhänger (Hess APM5.6-13).
Der Betrieb von Anhängern hinter Oberleitungsbussen endete im Mai 2021 beim Trolleybus Lausanne und schon im Oktober 2017 beim Trolleybus Luzern. Die 16 Luzerner Anhänger wurden weiterverkauft, zwei davon an Postauto. Seit September 2016 kommen sie auf der Linie zwischen Lauterbrunnen und Stechelberg zum Einsatz.
Im 20. Jahrhundert wurden Personenanhänger in zahlreichen Schweizer Städten verwendet, zum Teil wahlweise hinter Autobussen oder Trolleybussen. Auch auf verschiedenen Überlandlinien waren sie im Einsatz, beispielsweise im Sernftal, zwischen Thun und Interlaken, zwischen Schaffhausen und Schleitheim oder auf den Postautolinien Nesslau–Wildhaus–Buchs und Urnäsch–Schwägalp, letztere bis 1987. 2015 wurde auf der Linie Urnäsch-Schwägalp der Anhängerbetrieb wieder eingeführt.
Einziger verbleibender Schweizer Hersteller für Busanhänger zur Personenbeförderung ist heute die Carrosserie Hess.

### Albanien
In Albanien verkehrten bis in die 1990er Jahre zahlreiche Busse des Typs Skoda 706 RTO mit Anhängern.

### Estland
Ab Ende 1999 verkehrten bei den Verkehrsbetrieben der estnischen Hauptstadt Tallinn (TAK, seit Juli 2012 TLT) insgesamt 20 Anhängergespanne, bestehend aus Scania-Omnibussen und modernen Niederfluranhängern in dazu passendem Design. Die zweitürigen Anhänger hatten die Betriebsnummern 301–320; sie wurden nach einigen Jahren teilweise umgenummert mit den Anfangsziffern 1 und 2 statt 3. Zwischen 2010 und 2015 wurden alle Anhänger ausrangiert. Eines dieser Gespanne wurde zu Probezwecken vorübergehend an die Verkehrsbetriebe der Stadt Oberhausen (STOAG) ausgeliehen. Heutzutage gibt es in Estland keine Busanhänger.

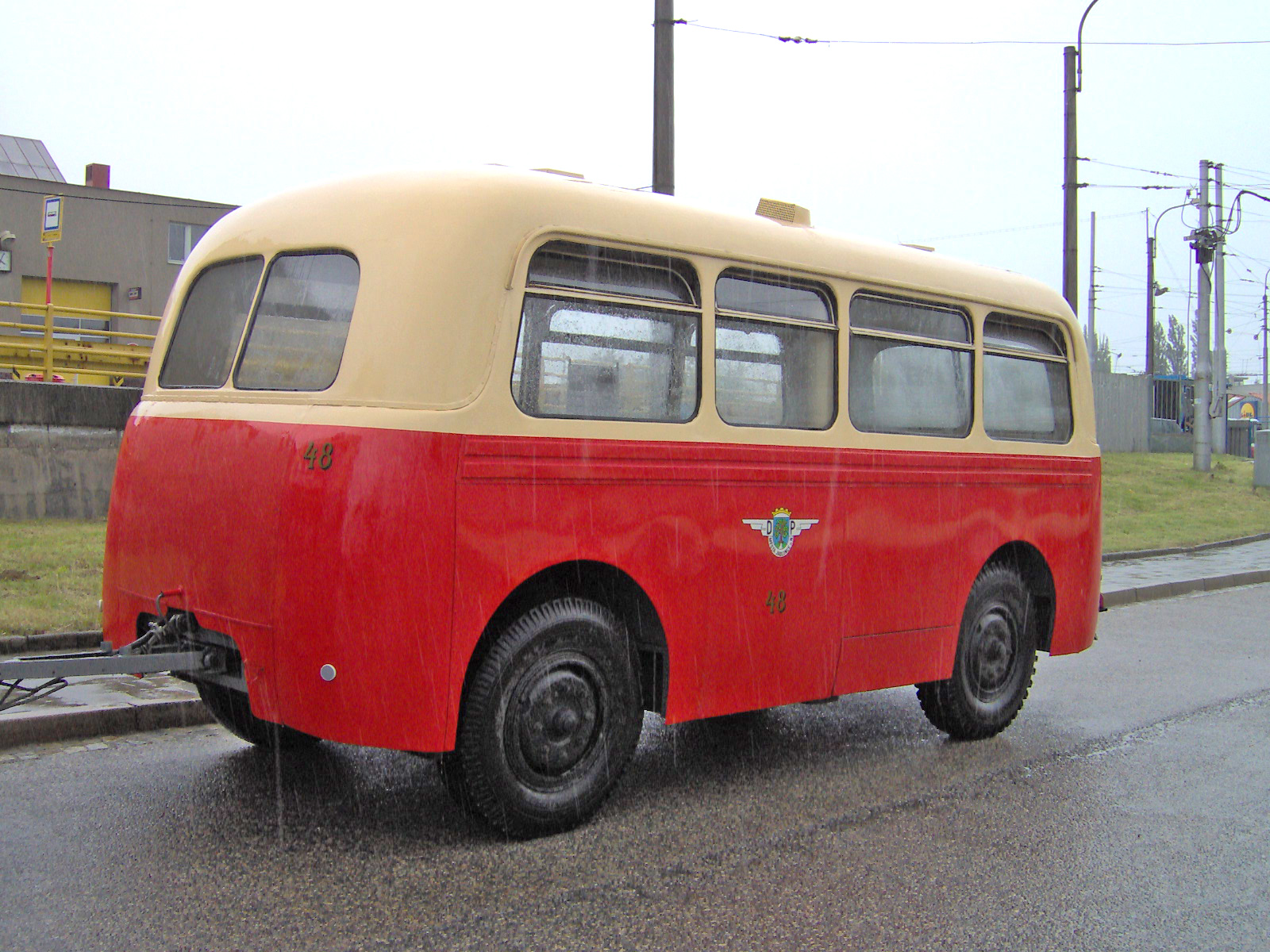
Tschechischer Busanhänger Karosa B 40 in Brno

### Ehemalige Ostblockstaaten
In der Tschechoslowakei und wahrscheinlich auch in Polen waren Busanhänger in den 1960er Jahren üblich.
In Tschechien, der Slowakei und Polen sind Busanhänger heutzutage untersagt.

## Einsatz hinter Oberleitungsbussen
Einige Verkehrsunternehmen verwendeten früher Anhänger flexibel, mal hinter Oberleitungsbussen und mal hinter Dieselbussen, so etwa die Berliner Verkehrsbetriebe, die Krefelder Verkehrs-AG, die Stadtwerke Osnabrück, die Städtischen Verkehrsbetriebe Bern, die Verkehrsbetriebe der Stadt St. Gallen, die Verkehrsbetriebe STI oder die Wiener Stadtwerke – Verkehrsbetriebe.
Eine in der ehemaligen Sowjetunion und ihren Nachfolgestaaten übliche Sonderform des Anhängerbetriebs waren die Oberleitungsbusdoppeltraktionen, hierbei war auch der nachlaufende Wagen angetrieben.

## Kupplung und Deichsel
- Meist wird am Autobus die auch an LKWs übliche Anhängerkupplung mit vertikalem, zylindrischen oder balligen Bolzen im trichterförmigem, durch Federn ausgerichteten Maul verwendet. An der Deichsel des Anhängers ist die entsprechende Zugöse fixiert.
- Von der Belastbarkeit ist die bei PKW übliche 50-mm-Kugelkopf-Kupplung eher limitiert.
- Zumindest bei Bummelzügen kommen  mitunter andere leichte Konstruktionen vor.

Federn richten die möglichst kurz am Chassis des Zugfahrzeugs zweiachsig angelenkte Kupplung aus.
Je nach Achskonstruktion des Anhängers (Einachs-, Tandemachs-, Zweiachsanhänger) lenkt die Deichsel unterschiedlich die Räder des Anhängers.